# Türkân Şoray

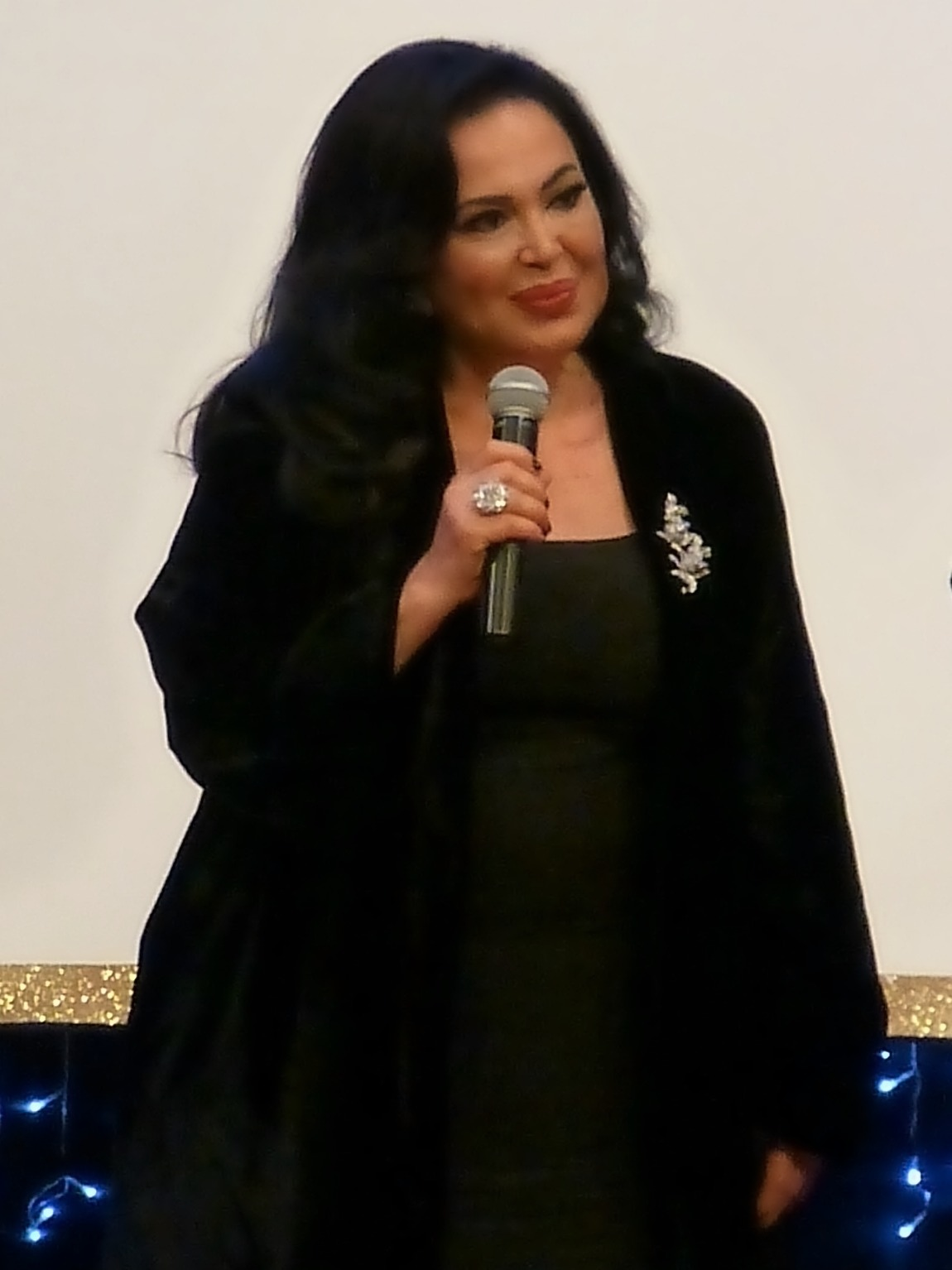
Türkân Şoray

Türkân Şoray, auch Türkan Şoray (anhörenⓘ * 28. Juni 1945 in Istanbul) ist eine türkische Schauspielerin. In der Türkei wird sie traditionell als Türk sinemasının sultanı (Sultanin des türkischen Kinos) beschrieben. Seit dem 12. März 2010 ist sie UNICEF-Botschafterin.

## Leben
Nachdem Türkân Şoray die allgemeine Hochschulreife an der Mädchenschule der Fatih Kız Lisesi abgeschlossen hatte, begann sie Anfang der 1960er-Jahre ihre Schauspielerkarriere. Der Regisseur Türker İnanoğlu verhalf der damals 15-jährigen Şoray zu ihrer ersten Filmrolle im Film Köyde Bir Kız Sevdim (Ich habe im Dorf ein Mädchen geliebt). Er war zugleich der Entdecker ihres Schauspielertalents, was ihr bis heute zu einer großen und ruhmreichen Karriere verhalf.
Der Durchbruch gelang Türkân Şoray 1964 mit ihrer Rolle als Nermin im Film Acı Hayat (Das bittere Leben), für die sie bei den 1. Antalya Filmfestspielen auch mit dem Preis für die beste weibliche Hauptdarstellerin ausgezeichnet wurde. In einem Zeitraum von über 45 Jahren spielte sie in über 200 Filmen mit und wurde im Laufe ihrer Karriere mit weiteren Preisen für ihre Darstellungen ausgezeichnet.
Neben der Karriere als Schauspielerin versuchte sie sich ebenfalls als Regisseurin und Drehbuchautorin, was letztendlich jedoch auf ein paar wenige Filme beschränkt blieb. Wobei sie in diesen Filmen immer in der Hauptrolle spielte.
In Şorays Leben waren zwei Männer wichtig. Der erste war Rüçhan Atlı, ein Unternehmer, mit dem sie 22 Jahre lang in einer unehelichen Beziehung lebte, da er verheiratet war und sich wegen seines einzigen Sohnes nicht scheiden lassen wollte. Şoray trennte sich von ihm wegen ihres Wunsches, Mutter zu werden, und heiratete den Theater- und Filmschauspieler Cihan Ünal, von dem sie ihre Tochter Yağmur Ünal gebar. Yağmur war nach ihrer Stiefschwester Irmak Ünal (ebenfalls Schauspielerin) aus erster Ehe ihres Vaters die zweite Tochter von Cihan Ünal. Türkân Şoray ließ sich 1987 von ihrem Ehemann Cihan Ünal scheiden. Yağmur lebte nach der Scheidung ihrer Eltern bei ihrer Mutter.

## Filmografie (Auswahl)
- 1960: Aşk Rüzgarı
- 1960: Güzeller Resmi Gecidi
- 1960: Köyde bir kiz sevdim
- 1961: Otobüs Yolculari
- 1961: Melekler Sahidimdir
- 1961: Kardes Ugruna
- 1961: Ask ve Yumruk
- 1961: Kaderin Önüne Gecilmez
- 1961: Hatirla SEvgilim
- 1961: Gönülden Gönüle
- 1961: Dikenli Gül
- 1961: Utanmaz Adam
- 1961: Siyah Melek
- 1961: Sevimli Haydut
- 1961: Afacan
- 1962: Ümitler Kirilinca
- 1962: Kirmizi Karanfiller
- 1962: Bir Haydut Sevdim
- 1962: Billur Kösk
- 1962: Ask Yarisi
- 1962: Lekeli Kadin
- 1962: Dikmen Yildizi
- 1962: Biz de Arkadas miyiz?
- 1963: Köroglu-Daglar Krali
- 1963: Iki Kocali Kadin
- 1963: Genc Kizlar
- 1963: Capkin Kiz
- 1963: Bütün Sucumuz Sevmek
- 1963: Beni Osman Öldürdü
- 1963: Badem Sekeri
- 1963: Aysecik Canimin Ici
- 1963: Aci Ask
- 1964: Yillarin Ardindan
- 1964: Öksüz KIz
- 1964: Macera Kadini
- 1964: Kizgin Delikanli
- 1964: Kader Kapiyi Caldi
- 1964: Gözleri Ömre Bedel
- 1964: Genclik Rüzgari
- 1964: Fistik Gibi Masallah
- 1964: Bücür
- 1964: Bomba Gibi Kiz
- 1964: Anasinin Kuzusu
- 1964: Adanali Tayfur Kardesler
- 1964: Mualla
- 1965: Sürtük
- 1965: Siyah Gözler
- 1965: Seven Kadin Unutmaz
- 1965: Komsunun Tavugu
- 1965: Hayatimin Kadini
- 1965: Garip Bir Izdivac
- 1965: Ekmekci Kadin
- 1965: Veda Busesi
- 1965: Vahsi Gelin
- 1965: Elveda Sevgilim
- 1966: Eli Masali
- 1966: Altin Küpeler
- 1966: Siyah Gül
- 1966: Sana Layik Degilim
- 1966: Meyhanenin Gülü
- 1966: Meleklerin Intikami
- 1966: Kenarin Dilberi
- 1966: Karanfilli Kadin
- 1966: Günahkar Kadin
- 1966: El Kizi
- 1966: Dügün Gecesi
- 1966: Camasirci Güzeli
- 1966: Calikusu
- 1966: Analarin Günahi
- 1966: Aksam Günesi
- 1967: Tapilacak Kadin
- 1967: Ölümsüz Kadin
- 1967: Kelepceli Melek
- 1967: Kara Duvakli Gelin
- 1967: Her Zaman Kalbimdesin
- 1967: Bir Dag Masali
- 1967: Ayrilsak da Beraberiz
- 1967: Aglayan Kadin
- 1967: Sinekli BAkkal
- 1967: Ana
- 1967: Kadin Intikami
- 1967: Hapishane Gelini
- 1968: Dünyanin En Güzel Kadini
- 1968: Aysem
- 1968: Ask Eski Bir Yalan
- 1968: Artik Sevmeyecegim
- 1968: Agla Gözlerim
- 1968: Vesikali Yarim
- 1968: Kadin Severse
- 1968: Abbase Sultan
- 1968: Kahveci Güzeli
- 1969: Seninle Ölmek Istiyorum
- 1969: Sonbahar Rüzgarlari
- 1969: Sana Döymeyecegim
- 1969: Kölen Olayim
- 1969: Günah Bendemi
- 1969: Buruk Aci
- 1969: Ask Mabudesi
- 1970: Arim Balim Petegim
- 1970: Herkesin Sevgilisi
- 1970: Birleşen Yollar
- 1970: Bugulu Gözler
- 1970: Kara Gözlüm
- 1972: Dönüş
- 1974: Çılgınlar
- 1975: Acele koca araniyor
- 1976: Devlerin Aski
- 1977: Baraj
- 1977: Dila Hanim
- 1977: Selvi Boylum Al Yazmalim
- 1978: Sultan
- 1990: Die zweite Frau (Berdel)
- 2003: Gönderilmemiş Mektuplar – Die Liebesbriefe